# زائران غریب
زائران غریب (به اسپانیایی: Doce cuentos peregrinos) نام مجموعه داستان به زبان اسپانیایی نوشته گابریل گارسیا مارکز است که با نامهای سفر به خیر آقای رئیس جمهور و بیست و یک داستان دیگر و قدیس نیز انتشار یافته‌است و چهارمین مجموعهٔ داستان‌های کوتاه این نویسنده پرآوازه است.

## درباره زائران غریب
این مجموعه چهارمین مجموعهٔ داستان‌های کوتاه این نویسنده است. آنچه این اثر را از سایر آثار مارکز متمایز می‌سازد، محل وقوع حوادث و فضای داستان هاست. به این معنی که داستان‌های این مجموعه، بدبیاری‌های مردمان آمریکای لاتین در مکان‌هایی دور دست و در اروپا را تصویر می‌کند و نویسنده با الهام از حرفهٔ روزنامه‌نگاری - که اهمیت بسیاری برای آن قائل است - با گذری از نئورئالیسم به نئورئالیسم جادویی، خاطرات اعجاب‌آور خود را به رشتهٔ تحریر می‌کشد. وجود شخصیت‌هایی چون پابلو نرودا، چزاره زاواتینی و دیگران در متن داستان مؤید این مسئله است.
خود مارکز در مصاحبه‌ای گفته است:
«-این داستان‌ها قطعاً، قطعاتی از خاطرات خود من هستند که آن‌ها را از دفتر گمشده‌ام بازسازی و بازآفرینی کرده‌ام.»

## محتویات کتاب
این مجموعه داستان از ۱۲ داستان زیر تشکیل شده است:
- قدیس
- سفر به خیر، آقای رئیس جمهور!
- زیبای خفته! در هواپیما
- نور، مثلِ آب است
- بادِ شمال
- وحشتِ ماهِ اوت
- ماریا پراسرس
- حرفهٔ من، خواب دیدن است
- فقط برای تلفن زدن آمده‌ام
- هفده انگلیسی مسموم
- تابستان خوش خانم «فوریس»
- لکه‌های خون روی برف